# Fotboll i Paraguay
Fotboll är den populäraste sporten i Paraguay.

## Klubbfotboll
Primera División de Paraguay är den högsta ligan i Paraguay och den innehåller 12 klubbar. Efter högstaligan kommer Segunda División de Paraguay. Den 3:e divisionen heter Primera de Ascenso där är det dock bara lag från Gran Asunción-området.

## Landslag

### Herrar

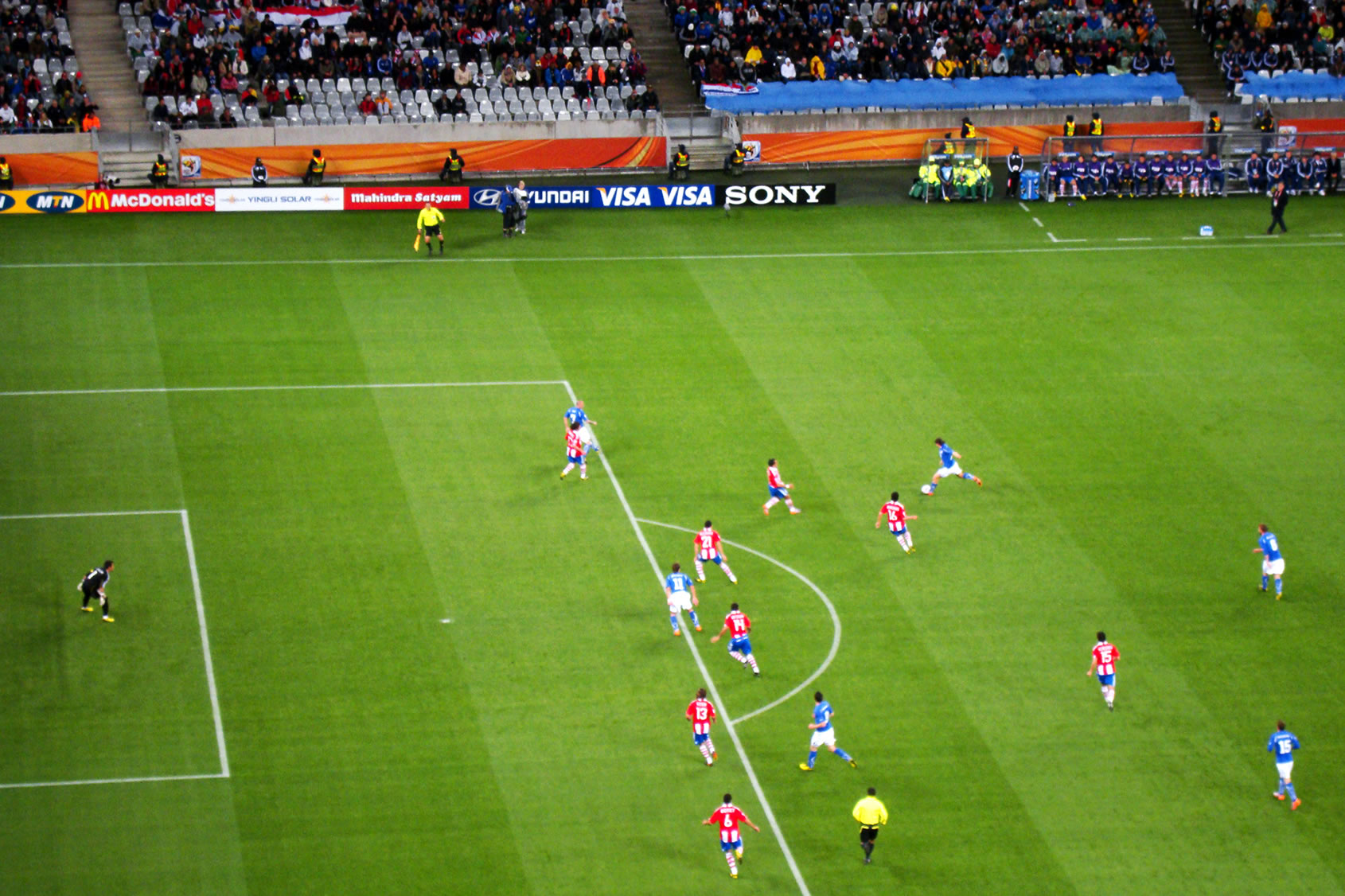
Paraguay spelar mot Italien i VM 2010.

Paraguays herrlandslag rankas på 24:e plats i världen. Paraguays herrlandslag har kvalat in till VM 8 gånger. 1930, 1950, 1958, 1986, 1998, 2002, 2006, 2010. I VM 2010 slog man sitt rekord och gick förbi kvartsfinalen. Detta efter seger mot Japan efter straffar. Paraguay kom etta i sin grupp med målskillnaden 3-1. I åttondelsfinalen vann man mot Japan, men man förlorade kvartsfinalen mot Spanien efter att David Villa gjort mål efter en stolpträff av Pedro i den 83:e minuten. Paraguays herrlandslag har vunnit Copa América två gånger. 1953 och 1979.

### Damer
Paraguays damlandslag rankas på 58:e plats i världen och är inte lika framgångsrika som Paraguays herrlandslag. Deras bästa placering i någon turnering är i Sudamericano Femenino 2006 då man kom 4:a.